# Philippe Sfez
Philippe Sfez est un acteur, réalisateur et écrivain français né le 11 janvier 1961 à Paris.

## Biographie
Philippe Sfez commence sa carrière à l’âge de 17 ans en interprétant Georgeo Labrouche dans Le Coup de sirocco, d’Alexandre Arcady. À partir de 2002, il réalise des courts métrages sous son nom ou parfois sous le pseudonyme de Phil Sfezzywan. En octobre 2011, il sort son premier roman intitulé Je vous dis merde.

## Filmographie

### Acteur
- 1979 : Le Coup de sirocco
- 1981 : Le Grand Pardon
- 1983 : La Bête noire
- 1985 : Folie suisse
- 1985 : L'Affaire des divisions Morituri
- 1986 : Médecins de nuit de Jean-Pierre Prévost, épisode : Marie-Charlotte (série télévisée)
- 1986 : Chère canaille de Stéphane Kurc
- 1986 : Kamikaze
- 1987 : Flag
- 1991 : Navarro (Comme des frères)
- 1992 : Le Grand Pardon 2
- 1994 : André Baston contre le professeur Diziak
- 1994 : L'Aigle et le cheval

### Réalisateur et scénariste
- 2002 : Dolores, court métrage avec Zoé Félix, Nicky Naude, Jean-Claude de Goros, Bô Gaultier de Kermoal
- 2005 : Majorité, court métrage avec Roman Kolinka, Christine Citti, Zoé Félix,  Serge Simon
- 2022 : Survival, court métrage avec Rio Vega